# Diocesi di Claudiopoli di Isauria
La diocesi di Claudiopoli di Isauria (in latino Dioecesis Claudiopolitana in Isauria) è una sede soppressa del patriarcato di Antiochia e una sede titolare della Chiesa cattolica.

## Storia
Claudiopoli di Isauria, identificabile con Mut nel distretto omonimo in Turchia, è un'antica sede episcopale della provincia romana di Isauria nella diocesi civile d'Oriente. Faceva parte del patriarcato di Antiochia ed era suffraganea dell'arcidiocesi di Seleucia, come attestato da una Notitia episcopatuum del patriarcato datata al VI secolo.
Diversi sono i vescovi conosciuti di quest'antica sede episcopale. Il primo noto è Edesio, che prese parte al concilio di Nicea del 325. Montano si fece rappresentare al concilio di Costantinopoli del 381. Geronzio assistette al concilio di Efeso del 431. Teodoro fu presente al concilio di Efeso del 449 e a quello di Calcedonia del 451. Giovanni assistette ad un sinodo di Costantinopoli nel 518 e due anni dopo fu inviato come ambasciatore presso il papa. Infine Sisinnio prese parte al concilio in Trullo del 691-692.
Per un certo periodo, dopo l'occupazione araba di Antiochia, l'Isauria fu annessa al patriarcato di Costantinopoli. La diocesi di Claudiopoli di Isauria appare nelle Notitiae Episcopatuum di questo patriarcato nel IX, X e nel XIII secolo.
Dal XVII secolo Claudiopoli di Isauria è annoverata tra le sedi vescovili titolari della Chiesa cattolica; la sede è vacante dal 14 giugno 1969.

## Cronotassi

### Vescovi greci
- Edesio † (menzionato nel 325)
- Callicrate ? † (menzionato nel 363/364)[4]
- Montano † (menzionato nel 381)
- Geronzio † (prima del 394 ? - dopo il 431)[5]
- Teodoro † (prima del 449 - dopo il 451)
- Giovanni † (prima del 518 - dopo il 520)
- Sisinnio † (prima del 691 - dopo il 692)[6]

### Vescovi titolari
I vescovi di Claudiopoli di Isauria appaiono confusi con i vescovi di Claudiopoli di Onoriade, perché nelle fonti citate le cronotassi delle due sedi non sono distinte.
- Drutius Hennequin † (30 gennaio 1612 - ? dimesso o deceduto)
- Claude Visdelou, S.I. † (2 febbraio 1709 - 11 novembre 1737 deceduto)
- Juan Cayetano José María Gómez de Portugal y Solis † (19 ottobre 1830 - 28 febbraio 1831 nominato vescovo di Michoacán)
- João de França Castro e Moura, C.M. † (1º settembre 1840 - 8 marzo 1846 dimesso)
- Jean Marie (John Mary) Odin, C.M. † (6 marzo 1842 - 21 maggio 1847 nominato vescovo di Galveston)
- Francis McCormack † (21 novembre 1871 - 1º maggio 1875 succeduto vescovo di Achonry)
- Ildefonso Joaquín Infante y Macías, O.S.B. † (23 maggio 1876 - 20 marzo 1877 nominato vescovo di San Cristóbal de La Laguna o Tenerife)
- San Daniele Comboni, M.C.C.I. † (31 luglio 1877 - 10 ottobre 1881 deceduto)
- José Benito Salvador de la Reta, O.F.M. † (18 novembre 1881 - 21 gennaio 1897 deceduto)
- Juan Antonio Ruano Martín † (24 novembre 1898 - 14 dicembre 1905 nominato vescovo di Lérida)
- Felice Del Sordo † (14 ottobre 1906 - 15 luglio 1907 nominato vescovo di Venosa)
- Stefan Denisiewicz † (12 giugno 1908 - 13 dicembre 1913 deceduto)
- Sixto Sosa Díaz † (14 giugno 1915 - 5 dicembre 1918 nominato vescovo di Santo Tomás de Guayana)
- William Augustine Hickey † (16 gennaio 1919 - 25 maggio 1921 succeduto vescovo di Providence)
- Joseph Gabriel Zelger, O.F.M.Cap. † (16 febbraio 1923 - 20 agosto 1934 deceduto)
- Manuel Moll y Salord † (25 giugno 1936 - 18 novembre 1943 succeduto vescovo di Tortosa)
- Richard Cleire, M.Afr. † (14 dicembre 1944 - 10 novembre 1959 nominato vescovo di Kasongo)
- Pierre Marie Nguyễn Huy Quang † (5 marzo 1960 - 24 novembre 1960 nominato vescovo di Hưng Hóa)
- Emanuele Clarizio † (5 ottobre 1961 - 14 giugno 1969 nominato arcivescovo titolare di Anzio)